# Тарцо
Тарцо (итал. Tarzo) је насеље у Италији у округу Тревизо, региону Венето.
Према процени из 2011. у насељу је живело 1544 становника. Насеље се налази на надморској висини од 275 м.

## Становништво
Према резултатима пописа становништва 2011. у општини је живело 4.583 становника.
| 1931. | 1936. | 1951. | 1961. | 1971. | 1981. | 1991. | 2001. | 2011. |
| ----- | ----- | ----- | ----- | ----- | ----- | ----- | ----- | ----- |
| 5.102 | 4.798 | 4.768 | 4.253 | 4.276 | 4.321 | 4.382 | 4.537 | 4.583 |